# Alta-Talviks kommun
Alta-Talviks kommun var en kommun i Finnmark fylke i norra Norge. Kommunen hade samma omfattning som nuvarande Alta kommun. Tätorten Alta utgjorde kommunens centralort.

## Administrativ historik
Alta-Talviks kommun upprättades den 1 januari 1838 (som Alten-Talvig formannskapsdistrikt) när Formannskapslovene från 1837 trädde i kraft.
1863 delades kommunen i två och de båda kommunerna Alta respektive Talvik bildades. Den gamla kommunen hade vid delningen totalt 4 380 invånare.